# Llista d'asteroides/215001-215100
| Nom      | Designació provisional | Data de descobriment   | Lloc de descobriment | Descobridor/s                                              |
| -------- | ---------------------- | ---------------------- | -------------------- | ---------------------------------------------------------- |
| 215001 - | 2000 QP251             | 9 de febrer de 2008    | Kitt Peak            | Spacewatch                                                 |
| 215002 - | 2008 CE158             | 9 de febrer de 2008    | Catalina             | CSS                                                        |
| 215003 - | 2005 NL19              | 10 de febrer de 2008   | Kitt Peak            | Spacewatch                                                 |
| 215004 - | 2005 PU14              | 12 de febrer de 2008   | Kitt Peak            | Spacewatch                                                 |
| 215005 - | 2008 DL6               | 24 de febrer de 2008   | Mount Lemmon         | Mt. Lemmon Survey                                          |
| 215006 - | 2001 XL78              | 27 de febrer de 2008   | Catalina             | CSS                                                        |
| 215007 - | 2008 DC34              | 27 de febrer de 2008   | Mount Lemmon         | Mt. Lemmon Survey                                          |
| 215008 - | 2006 SE396             | 28 de febrer de 2008   | Catalina             | CSS                                                        |
| 215009 - | 2008 DR79              | 29 de febrer de 2008   | Catalina             | CSS                                                        |
| 215010 - | 2008 EU18              | 2 de març de 2008      | Kitt Peak            | Spacewatch                                                 |
| 215011 - | 2008 ES19              | 2 de març de 2008      | Mount Lemmon         | Mt. Lemmon Survey                                          |
| 215012 - | 2008 EG103             | 5 de març de 2008      | Mount Lemmon         | Mt. Lemmon Survey                                          |
| 215013 - | 2008 GX67              | 6 d'abril de 2008      | Socorro              | LINEAR                                                     |
| 215014 - | 1999 XV248             | 22 de setembre de 2008 | Sierra Stars         | F. Tozzi                                                   |
| 215015 - | 1991 PQ6               | 7 d'octubre de 2008    | Mount Lemmon         | Mt. Lemmon Survey                                          |
| 215016 - | 2008 US3               | 21 d'octubre de 2008   | Raheny               | D. Grennan                                                 |
| 215017 - | 2008 XD49              | 7 de desembre de 2008  | Mount Lemmon         | Mt. Lemmon Survey                                          |
| 215018 - | 2008 YS51              | 29 de desembre de 2008 | Mount Lemmon         | Mt. Lemmon Survey                                          |
| 215019 - | 2008 YB159             | 30 de desembre de 2008 | Kitt Peak            | Spacewatch                                                 |
| 215020 - | 2008 FO119             | 25 de gener de 2009    | Kitt Peak            | Spacewatch                                                 |
| 215021 - | 2009 BJ71              | 26 de gener de 2009    | XuYi                 | PMO NEO Survey Program                                     |
| 215022 - | 2003 YM155             | 29 de gener de 2009    | Chante-Perdrix       | Chante-Perdrix                                             |
| 215023 - | 2009 BR76              | 27 de gener de 2009    | XuYi                 | PMO NEO Survey Program                                     |
| 215024 - | 2003 UU88              | 28 de gener de 2009    | Catalina             | CSS                                                        |
| 215025 - | 2009 BG86              | 25 de gener de 2009    | Kitt Peak            | Spacewatch                                                 |
| 215026 - | 2006 QT77              | 29 de gener de 2009    | Mount Lemmon         | Mt. Lemmon Survey                                          |
| 215027 - | 2009 BK111             | 28 de gener de 2009    | Catalina             | CSS                                                        |
| 215028 - | 2009 BO112             | 31 de gener de 2009    | Mount Lemmon         | Mt. Lemmon Survey                                          |
| 215029 - | 2009 BF130             | 31 de gener de 2009    | Mount Lemmon         | Mt. Lemmon Survey                                          |
| 215030 - | 2009 BF170             | 18 de gener de 2009    | Mount Lemmon         | Mt. Lemmon Survey                                          |
| 215031 - | 2002 LQ40              | 20 de gener de 2009    | Mount Lemmon         | Mt. Lemmon Survey                                          |
| 215032 - | 2009 BD179             | 30 de gener de 2009    | Mount Lemmon         | Mt. Lemmon Survey                                          |
| 215033 - | 2004 CT94              | 2 de febrer de 2009    | Catalina             | CSS                                                        |
| 215034 - | 2009 CR12              | 2 de febrer de 2009    | Catalina             | CSS                                                        |
| 215035 - | 2009 CD28              | 1 de febrer de 2009    | Kitt Peak            | Spacewatch                                                 |
| 215036 - | 2005 AD50              | 13 de febrer de 2009   | Kitt Peak            | Spacewatch                                                 |
| 215037 - | 2009 CR40              | 13 de febrer de 2009   | Kitt Peak            | Spacewatch                                                 |
| 215038 - | 2009 CZ43              | 14 de febrer de 2009   | Kitt Peak            | Spacewatch                                                 |
| 215039 - | 2009 CM53              | 13 de febrer de 2009   | La Sagra             | La Sagra                                                   |
| 215040 - | 2007 RB233             | 14 de febrer de 2009   | Catalina             | CSS                                                        |
| 215041 - | 2006 TN5               | 5 de febrer de 2009    | Mount Lemmon         | Mt. Lemmon Survey                                          |
| 215042 - | 2009 DK3               | 19 de febrer de 2009   | Sierra Stars         | F. Tozzi                                                   |
| 215043 - | 2003 SA371             | 19 de febrer de 2009   | Skylive              | Skylive                                                    |
| 215044 - | 2009 DW4               | 20 de febrer de 2009   | Calar Alto           | F. Hormuth                                                 |
| 215045 - | 2009 DQ6               | 17 de febrer de 2009   | Kitt Peak            | Spacewatch                                                 |
| 215046 - | 2009 DS9               | 18 de febrer de 2009   | Socorro              | LINEAR                                                     |
| 215047 - | 2003 UJ308             | 21 de febrer de 2009   | La Sagra             | La Sagra                                                   |
| 215048 - | 2009 DZ18              | 20 de febrer de 2009   | Kitt Peak            | Spacewatch                                                 |
| 215049 - | 2005 QA151             | 20 de febrer de 2009   | Kitt Peak            | Spacewatch                                                 |
| 215050 - | 2005 EW267             | 16 de febrer de 2009   | La Sagra             | La Sagra                                                   |
| 215051 - | 2009 DL41              | 18 de febrer de 2009   | La Sagra             | La Sagra                                                   |
| 215052 - | 2002 YT3               | 28 de febrer de 2009   | Socorro              | LINEAR                                                     |
| 215053 - | 2009 DL47              | 26 de febrer de 2009   | Calvin-Rehoboth      | Calvin College                                             |
| 215054 - | 2005 BX3               | 22 de febrer de 2009   | Kitt Peak            | Spacewatch                                                 |
| 215055 - | 2009 DR70              | 26 de febrer de 2009   | Mount Lemmon         | Mt. Lemmon Survey                                          |
| 215056 - | 1999 LE32              | 21 de febrer de 2009   | La Sagra             | La Sagra                                                   |
| 215057 - | 2009 DE83              | 24 de febrer de 2009   | Kitt Peak            | Spacewatch                                                 |
| 215058 - | 2007 YW60              | 28 de febrer de 2009   | Kitt Peak            | Spacewatch                                                 |
| 215059 - | 2006 UB148             | 27 de febrer de 2009   | Kitt Peak            | Spacewatch                                                 |
| 215060 - | 2009 DN119             | 27 de febrer de 2009   | Kitt Peak            | Spacewatch                                                 |
| 215061 - | 2006 SR321             | 19 de febrer de 2009   | Kitt Peak            | Spacewatch                                                 |
| 215062 - | 1997 TM5               | 19 de febrer de 2009   | Kitt Peak            | Spacewatch                                                 |
| 215063 - | 1999 VB220             | 19 de febrer de 2009   | Kitt Peak            | Spacewatch                                                 |
| 215064 - | 2002 PJ22              | 19 de febrer de 2009   | Kitt Peak            | Spacewatch                                                 |
| 215065 - | 1999 XH253             | 20 de febrer de 2009   | Kitt Peak            | Spacewatch                                                 |
| 215066 - | 2007 YW5               | 20 de febrer de 2009   | Kitt Peak            | Spacewatch                                                 |
| 215067 - | 2009 DY126             | 20 de febrer de 2009   | Kitt Peak            | Spacewatch                                                 |
| 215068 - | 1994 SA9               | 27 de febrer de 2009   | Kitt Peak            | Spacewatch                                                 |
| 215069 - | 2007 TB199             | 27 de febrer de 2009   | Kitt Peak            | Spacewatch                                                 |
| 215070 - | 1996 JA10              | 27 de febrer de 2009   | Kitt Peak            | Spacewatch                                                 |
| 215071 - | 2009 ET3               | 15 de març de 2009     | La Sagra             | La Sagra                                                   |
| 215072 - | 1998 FX142             | 2 de març de 2009      | Kitt Peak            | Spacewatch                                                 |
| 215073 - | 2000 EB147             | 15 de març de 2009     | La Sagra             | La Sagra                                                   |
| 215074 - | 2007 XY35              | 15 de març de 2009     | Kitt Peak            | Spacewatch                                                 |
| 215075 - | 2007 YZ6               | 15 de març de 2009     | Kitt Peak            | Spacewatch                                                 |
| 215076 - | 2000 GM150             | 17 de març de 2009     | La Sagra             | La Sagra                                                   |
| 215077 - | 1996 GR16              | 17 de març de 2009     | Kitt Peak            | Spacewatch                                                 |
| 215078 - | 2006 QU39              | 19 de març de 2009     | La Sagra             | La Sagra                                                   |
| 215079 - | 2004 GW20              | 19 de març de 2009     | La Sagra             | La Sagra                                                   |
| 215080 - | 2009 FX18              | 20 de març de 2009     | Lulin                | Y.-S. Tsai i C.-S. Lin                                     |
| 215081 - | 2007 WZ15              | 17 de març de 2009     | Catalina             | CSS                                                        |
| 215082 - | 1999 UV40              | 19 de març de 2009     | Mount Lemmon         | Mt. Lemmon Survey                                          |
| 215083 - | 2008 BK                | 21 de març de 2009     | Kitt Peak            | Spacewatch                                                 |
| 215084 - | 2009 FX29              | 25 de març de 2009     | Mayhill              | A. Lowe                                                    |
| 215085 - | 2004 DX77              | 21 de març de 2009     | Catalina             | CSS                                                        |
| 215086 - | 2001 XT138             | 29 de març de 2009     | Kachina              | Kachina                                                    |
| 215087 - | 1998 GL4               | 30 de març de 2009     | Sierra Stars         | F. Tozzi                                                   |
| 215088 - | 2000 SA77              | 24 de setembre de 1960 | Palomar              | C. J. van Houten, I. van Houten-Groeneveld, i T. Gehrels   |
| 215089 - | 2709 P                 | 24 de setembre de 1960 | Palomar              | C. J. van Houten, I. van Houten-Groeneveld, and T. Gehrels |
| 215090 - | 1999 RP152             | 24 de setembre de 1960 | Palomar              | C. J. van Houten, I. van Houten-Groeneveld, and T. Gehrels |
| 215091 - | 2004 RP193             | 24 de setembre de 1960 | Palomar              | C. J. van Houten, I. van Houten-Groeneveld, and T. Gehrels |
| 215092 - | 1993 RH19              | 24 de setembre de 1960 | Palomar              | C. J. van Houten, I. van Houten-Groeneveld, and T. Gehrels |
| 215093 - | 1999 XJ260             | 24 de setembre de 1960 | Palomar              | C. J. van Houten, I. van Houten-Groeneveld, and T. Gehrels |
| 215094 - | 2005 ER30              | 25 de setembre de 1973 | Palomar              | C. J. van Houten, I. van Houten-Groeneveld, and T. Gehrels |
| 215095 - | 2005 OH26              | 16 d'octubre de 1977   | Palomar              | C. J. van Houten, I. van Houten-Groeneveld, and T. Gehrels |
| 215096 - | 2003 SB217             | 16 d'octubre de 1977   | Palomar              | C. J. van Houten, I. van Houten-Groeneveld, and T. Gehrels |
| 215097 - | 1997 CK2               | 16 d'octubre de 1977   | Palomar              | C. J. van Houten, I. van Houten-Groeneveld, and T. Gehrels |
| 215098 - | 2006 QD46              | 16 d'octubre de 1977   | Palomar              | C. J. van Houten, I. van Houten-Groeneveld, and T. Gehrels |
| 215099 - | 1981 EN36              | 7 de març de 1981      | Siding Spring        | S. J. Bus                                                  |
| 215100 - | 1992 RD                | 2 de setembre de 1992  | Siding Spring        | R. H. McNaught                                             |